# Laodice III
Laodice (in greco antico: Λαοδίκη?, Laodíke; fl. III-II secolo a.C.), chiamata nella storiografia moderna Laodice III, è stata una regina pontica, moglie dell'imperatore seleucide Antioco III il Grande.

## Biografia

### Origini familiari
Laodice III era figlia del re del Ponto Mitridate II e di Laodice, a sua volta figlia di Antioco II Teo e Laodice I.

### Imperatrice seleucide (221-191 a.C.)
Laodice sposò suo cugino, l'imperatore seleucide Antioco III, nel 221 a.C. a Zeugma e venne ufficialmente proclamata poco dopo imperatrice ad Antiochia.. Pochi anni dopo, intorno al 220 a.C., nacque il primo figlio della coppia, Antioco minore, erede al trono del padre. I due ebbero anche altri figli: Laodice IV, Seleuco IV, Cleopatra I, Antiochide, Antioco IV.
Nel 196 a.C. Laodice accompagnò il marito nell'Asia minore, dove la sovrana fece una donazione di grano alla città di Iasos. Nel 193 a.C. Antioco III ordinò che Laodice fosse venerata in tutto l'impero come divinità. Nel 191 a.C. Antioco sposò una ragazza della Calcide che soprannominò Eubea ma che non è mai attestata come regina. Laodice sopravvisse certamente al marito (morto nel 187 a.C.) ed è infatti nominata in un documento datato 177/176 a.C.

## Ascendenza
|                        |           |                     | Genitori              |  |  | Nonni |  |  | Bisnonni              |  |  | Trisnonni           |  |
|                        |           |                     |                       |  |  |       |  |  | Mitridate I del Ponto |  |  | Mitridate II di Cio |  |
|                        |           |                     |                       |  |  |       |  |  | Mitridate I del Ponto |  |  | Mitridate II di Cio |  |
|                        |           | …                   |                       |  |  |       |  |  | Mitridate I del Ponto |  |  |                     |  |
| Ariobarzane del Ponto  |           |                     |                       |  |  |       |  |  | Mitridate I del Ponto |  |  |                     |  |
|                        |           | …                   | …                     |  |  |       |  |  |                       |  |  |                     |  |
|                        |           | …                   | …                     |  |  |       |  |  |                       |  |  |                     |  |
|                        |           | …                   | …                     |  |  |       |  |  |                       |  |  |                     |  |
| Mitridate II del Ponto |           | …                   |                       |  |  |       |  |  |                       |  |  |                     |  |
|                        |           | …                   | …                     |  |  |       |  |  |                       |  |  |                     |  |
|                        |           | …                   | …                     |  |  |       |  |  |                       |  |  |                     |  |
|                        |           | …                   | …                     |  |  |       |  |  |                       |  |  |                     |  |
| …                      |           | …                   |                       |  |  |       |  |  |                       |  |  |                     |  |
|                        |           | …                   | …                     |  |  |       |  |  |                       |  |  |                     |  |
|                        |           | …                   | …                     |  |  |       |  |  |                       |  |  |                     |  |
|                        |           | …                   | …                     |  |  |       |  |  |                       |  |  |                     |  |
| Laodice III            |           | …                   |                       |  |  |       |  |  |                       |  |  |                     |  |
|                        | Antioco I | Seleuco I           |                       |  |  |       |  |  |                       |  |  |                     |  |
|                        | Antioco I | Seleuco I           |                       |  |  |       |  |  |                       |  |  |                     |  |
|                        | Antioco I | Apama I             |                       |  |  |       |  |  |                       |  |  |                     |  |
| Antioco II             | Antioco I |                     |                       |  |  |       |  |  |                       |  |  |                     |  |
|                        |           | Stratonice di Siria | Demetrio I Poliorcete |  |  |       |  |  |                       |  |  |                     |  |
|                        |           | Stratonice di Siria | Demetrio I Poliorcete |  |  |       |  |  |                       |  |  |                     |  |
|                        |           | Stratonice di Siria | Fila                  |  |  |       |  |  |                       |  |  |                     |  |
| Laodice                |           | Stratonice di Siria |                       |  |  |       |  |  |                       |  |  |                     |  |
|                        |           | …                   | …                     |  |  |       |  |  |                       |  |  |                     |  |
|                        |           | …                   | …                     |  |  |       |  |  |                       |  |  |                     |  |
|                        |           | …                   | …                     |  |  |       |  |  |                       |  |  |                     |  |
| Laodice I              |           | …                   |                       |  |  |       |  |  |                       |  |  |                     |  |
|                        |           | …                   | …                     |  |  |       |  |  |                       |  |  |                     |  |
|                        |           | …                   | …                     |  |  |       |  |  |                       |  |  |                     |  |
|                        |           | …                   | …                     |  |  |       |  |  |                       |  |  |                     |  |
|                        |           | …                   |                       |  |  |       |  |  |                       |  |  |                     |  |